# Operatore di Weingarten
In matematica, e più precisamente in geometria differenziale, l'operatore di Weingarten è una trasformazione lineare costruita a partire da una superficie contenuta nello spazio tridimensionale.

## Definizione
Se {\displaystyle \Sigma } è una superficie regolare ed {\displaystyle {\hat {n}}} un campo di versori normali su questa superficie, l'operatore forma o di Weingarten è un'applicazione lineare in un punto P:
{\displaystyle W_{P}:T(\Sigma )\longrightarrow T(\Sigma )}
tale che ad ogni curva u nel punto P sulla superficie sia associato un operatore:
{\displaystyle W_{P}(u)=-{\frac {\partial {\hat {n}}}{\partial u}}}
Esso è in verità un endomorfismo del piano tangente ed è autoaggiunto, cioè:
{\displaystyle W_{P}(u)\cdot v=u\cdot W_{P}(v)}
esso dunque è rappresentato da una matrice: gli invarianti di questa matrice (e quindi dell'operatore di Weingarten) hanno un significato geometrico notevole per le caratteristiche delle superfici.

## Curvatura delle superfici
Grazie all'operatore di Weingarten possiamo esprimere la seconda forma differenziale di Gauss come:
{\displaystyle II_{G}=W_{P}(u)\cdot v}
A questo punto è possibile definire le curvature principali della superficie in un punto P come gli autovalori dell'operatore di Weingarten e, in corrispondenza di essi si trovano le direzioni principali della superficie che sono gli autovettori.
Inoltre la traccia dell'operatore di Weingarten è esattamente la curvatura media della superficie in quel punto:
{\displaystyle H(P)={\frac {1}{2}}\cdot tr(W_{P})}
e il suo determinante è proprio la curvatura gaussiana della superficie:
{\displaystyle K(P)=det(W_{P})=|W_{P}|}

## Operatore forma
L'operatore di Weingarten è un operatore forma dato per definizione:
{\displaystyle W_{P}=I_{G}^{-1}\cdot II_{G}}
in modo che il problema agli autovalori:
{\displaystyle (II_{G}-k\cdot I_{G}){\vec {w}}=0}
dove {\displaystyle I_{G}={\begin{bmatrix}E&F\\F&G\end{bmatrix}}} e {\displaystyle II_{G}={\begin{bmatrix}L&M\\M&N\end{bmatrix}}}, k è l'autovalore e {\displaystyle {\vec {w}}} l'autovettore corrispondente; abbia soluzioni se si annulla il determinante:
{\displaystyle det(S-k\cdot \mathbb {I} )=det(I_{G}^{-1}\cdot II_{G}-k\cdot I_{G}^{-1}\cdot I_{G})=det(I_{G}^{-1})\cdot det(II_{G}-k\cdot I_{G})}
I due autovalori di questo determinante sono esattamente le curvature principali massima e minima della superficie in un punto P.
Il determinante di questo operatore è la curvatura di Gauss:
{\displaystyle det(I_{G}^{-1}\cdot II_{G})={\frac {det(II_{G})}{det(I_{G})}}={\frac {LN-M^{2}}{EG-F^{2}}}}
La traccia di questo operatore è la curvatura media:
{\displaystyle Tr(I_{G}^{-1}\cdot II_{G})=Tr{\begin{bmatrix}E&F\\F&G\end{bmatrix}}^{-1}\cdot {\begin{bmatrix}L&M\\M&N\end{bmatrix}}={\frac {LG-2MF+EN}{EG-F^{2}}}}